# Unterseeboot UB-44
Pour les autres navires du même nom, voir Unterseeboot 44.
L'Unterseeboot UB-44 est un sous-marin (U-Boot) allemand de type UB II utilisé par la Kaiserliche Marine pendant la Première Guerre mondiale. L'UB-44 a opéré en mer Méditerranée et il a disparu en août 1916.
L'UB-44 a été commandé en juillet 1915 et il a été mis en chantier au chantier naval AG Weser à Brême en septembre. Faisant partie d’un groupe de six sous-marins sélectionnés pour le service en Méditerranée, l'UB-44 a été découpé en sections de la taille d’un wagon et expédié à Pola où il a été assemblé et lancé en avril 1916, puis mis en service en mai.
En deux patrouilles au cours de sa carrière de trois mois, l'UB-44 coula un navire de 3409 tonneaux de jauge brute. Au début du mois d’août 1916, il quitta Cattaro pour Hersingstand et n’arriva jamais. Son sort est inconnu, mais il a peut-être été coulé par un torpilleur près de l’île de Paxoi le 8 août.

## Conception
La conception de l’UB II était une amélioration des sous-marins type UB I, qui avaient été commandés en septembre 1914. En service, les UB I se sont avérés trop petits et trop lents. Un problème majeur était leur unique ensemble moteur / arbre d'hélice, les rendant ingouvernables, si l’un des composants tombait en panne. Pour pallier ce défaut, les UB II étaient équipés de deux moteurs et de deux arbres d’hélice, avec un gain de vitesse de pointe. La nouvelle conception comprenait également des batteries plus puissantes, des tubes lance-torpilles plus grands et un canon de pont. Les UB II pouvaient également transporter deux fois plus de torpilles, et près de dix fois plus de carburant. Ces changements ont imposé une extension de la coque et le déplacement en surface et en immersion était plus du double de celui des UB I.
L'UB-44 mesurait 36,90 mètres de long et 4,37 mètres de large. Il avait une seule coque avec des réservoirs de ballast et un tirant d'eau de 3,68 mètres en surface. Son déplacement était de 305 tonnes en immersion, seulement 272 tonnes en surface.
Le sous-marin était équipé de deux moteurs Diesel Daimler et de deux moteurs électriques, respectivement pour la navigation en surface et en immersion, qui entraînaient chacun un arbre d’hélice. L'UB-44 avait une vitesse allant jusqu’à 8,82 nœuds (16,33 km/h) en surface et 6,22 nœuds (11,52 km/h) en immersion. Le sous-marin pouvait transporter jusqu’à 27 tonnes de carburant, ce qui lui donnait une autonomie de 6940 milles marins (12850 km) à 5 nœuds (9,3 km/h). Ses moteurs électriques et ses batteries lui donnaient une autonomie de 45 milles marins (83 km) à 4 nœuds (7,4 km/h) en immersion.
L'UB-44 était armé de deux tubes lance-torpilles de 50 centimètres dans la proue et pouvait transporter un complément de quatre torpilles. Le sous-marin était également armé d’un canon de pont SK L/30 de 88 mm.

## Carrière
La marine impériale allemande a commandé l'UB-44 à AG Weser le 31 juillet 1915 parmi les six bateaux numérotés de UB-42 à UB-47. Il a été mis en chantier par AG Weser, à son chantier naval de Brême, le 3 septembre 1915. Faisant partie des six sous-marins allemands sélectionnés pendant leur construction pour servir en Méditerranée, l'UB-44 a été découpé en sections de la taille d’un wagon et expédié par voie ferrée au port austro-hongrois de Pola,. Les ouvriers du chantier naval AG Weser assemblèrent le bateau et ses cinq sister-ships à Pola, où il fut lancé le 20 avril 1916.
L'UB-44 a été mis en service dans la marine impériale allemande le 11 mai 1916 sous le commandement de l'Oberleutnant zur See Franz Wäger. C'était le quatrième sous-marin commandé par Wäger. Il est affecté à la flottille de Pola (allemand : Deutsche U-Halbflotille Pola). Bien que la flottille soit basée à Pola, la principale base navale austro-hongroise, les sous-marins de la flottille opéraient à partir de la base austro-hongroise de Cattaro, située plus au sud et plus près de la Méditerranée. Les sous-marins allemands ne retournaient généralement à Pola que pour des réparations.
Le 30 juin, Wäger et l'UB-44 ont remporté leur seul succès en coulant le vapeur Moeris à 46 milles marins (85 km) au sud-est du cap Sídheros, en Crète. Le vapeur britannique de 3409 tonnes de jauge brute transportait une cargaison variée de Glasgow à Alexandrie lorsqu’il a coulé, perdant trois hommes.
Après la conquête de la Roumanie par l’Allemagne, la marine impériale allemande disposait de suffisamment de mazout pour ses sous-marins situés en mer Noire. L'UB-44 et trois de ses navires jumeaux de la flottille de Pola reçurent l’ordre de se rendre à Constantinople. En route, ils durent naviguer à travers les Dardanelles, qui avaient été lourdement minées par les Alliés au milieu de l’année 1916. L'UB-44 a quitté Cattaro le 8 août pour Hersingstand, situé sur la péninsule de Gallipoli, où il devait embarquer un pilote pour le voyage à travers les Dardanelles, mais il n’est jamais arrivé.
Le sort de l'UB-44 est inconnu. Deux rapports britanniques d’après-guerre indiquent que l'UB-44 a été victime du barrage d'Otrante le 30 juillet. Cependant, l’auteur Dwight Messimer souligne que les archives allemandes enregistrent le départ de l'UB-44 de Cattaro neuf jours plus tard. Messimer rapporte qu’il est possible que l'UB-44 ait été coulé par le torpilleur HMS 368 (probablement le TB 368 français, basé à Brindisi), dont un journal athénien a rapporté qu'il avait coulé un sous-marin le 8 août à 6 milles marins (11 km) au large de Paxoi avec un lance-bombes.

## Affectations
- Flottille de Pola : du 11 mai au 4 août 1916

## Commandants
- Oblt. Franz Wäger[1] : du 11 mai au 4 août 1916

## Navires coulés
| Date         | Nom    | Nationalité    | Tonnage | Destin |
| ------------ | ------ | -------------- | ------- | ------ |
| 30 juin 1916 | Moeris | United Kingdom | 3409    | Coulé  |